# Aerosmith (album)
Aerosmith je prvi studijski album kojeg je snimila američka rock 'n' roll grupa Aerosmith. Izdat je početkom 1973. godine. U originalnom izdanju je bila greška u naslovu pjesme "Walking the Dog" (Vodeći psa u šetnju). Na albumu je pisalo "Walkin' the Dig". To je promijenjeno početkom 2002. godine.

## Pjesme
Sve je pjesme napisao Steven Tyler, osim gdje je drugačije navedeno.
1. "Make It" 3:38
2. "Somebody" (S. Emspack, Tyler) 3:45
3. "Dream On" 4:25
4. "One Way Street" 7:00
5. "Mama Kin" 4:25
6. "Write me a Letter" 4:10
7. "Movin' Out" (J. Perry, S. Tyler) 5:00
8. "Walkin' the Dog" (Rufus Thomas) 3:15

## Osoblje
Aerosmith
- Joey Kramer - bubnjevi
- Tim Hamilton - bas-gitara
- Steven Tyler - vokal
- Joe Perry - gitara, prateći vokal
- Brad Whitford - gitare

Dodatni glazbenici
- David Woodford -  alto i soprano saksofon